# Лекье
Лекье (фр. Lekié) — один из 10 департаментов Центрального региона Камеруна. Находится в центрально-западной части региона, занимая площадь в 2 989 км².
Административным центром департамента является город Монателе (фр. Monatélé). Граничит с департаментами: Мбам и Ким (на севере), От-Санага (на северо-востоке), Мефу и Афамба (на востоке), Мфунди (на юго-востоке), Мефу и Аконо (на юге), Ньонг и Келле (на юге и западе), Санага-Маритим и Мбам и Инубу (на западе).

Департамент Лекье на карте Центрального региона

## Административное деление
Департамент Лекье подразделяется на 9 коммун:
1. Батшенга (фр. Batchenga)
2. Эбебда (фр. Ebebda)
3. Элиг-Мфомо (фр. Elig-Mfomo)
4. Эводула (фр. Evodoula)
5. Лобо (фр. Lobo)
6. Монателе (фр. Monatélé)
7. Обала (фр. Obala)
8. Окола (фр. Okola)
9. Саа (фр. Sa'a)